# Бондарь, Владимир Павлович
Влади́мир Па́влович Бо́ндарь (1911—1992) — старший лейтенант Рабоче-крестьянской Красной Армии, участник Великой Отечественной войны, Герой Советского Союза (1945).

## Биография
Владимир Бондарь родился 13 июля 1913 года в селе Богодаровка, в крестьянской семье. После окончания рабфака и средней специальной юридической школы работал адвокатом в юридической консультации в Астрахани. В июле 1941 года был призван на службу в Рабоче-крестьянскую Красную Армию и направлен на фронт Великой Отечественной войны. В 1944 году вступил в ВКП(б). К январю 1945 года старший сержант Владимир Бондарь командовал орудием 1672-го истребительно-противотанкового артиллерийского полка 18-й армии 4-го Украинского фронта. Отличился во время освобождения Чехословакии.
14 января 1945 года Бондарь в районе села Мокранце в 20 километрах к юго-западу от города Кошице участвовал в отражении ночной контратаки немецких войск. Во время боя уничтожил один танк. 16 января Бондарь уничтожил 2 пулемёта, 1 миномёт и много вражеских солдат и офицеров. Всего же на боевом счету расчёта Бондаря 7 уничтоженных танков.
Указом Президиума Верховного Совета СССР от 23 мая 1945 года старший сержант Владимир Бондарь был удостоен высокого звания Героя Советского Союза с вручением ордена Ленина и медали «Золотая Звезда».
В 1945 году в звании старшего лейтенанта вышел в отставку. Проживал в городе Усть-Лабинске Краснодарского края, работал адвокатом. Умер 15 января 1992 года.
Был также награждён двумя орденами Отечественной войны 1-й степени, а также рядом медалей. В 1961 году был награждён Золотой медалью ВДНХ.